# جان دانيال (صحفي)
جان دانيال (بالفرنسية: Jean Daniel)‏ هو كاتب سير ذاتية ومراسل عسكري وصحفي فرنسي، ولد في 21 يوليو 1920 في البليدة في الجزائر.